# Liste der Einträge im National Register of Historic Places im Ritchie County
Diese Liste der Einträge im National Register of Historic Places im Ritchie County enthält alle im Ritchie County, West Virginia in das National Register of Historic Places eingetragenen Gebäude, Bauwerke, Objekte, Stätten oder historischen Distrikte.
Diese Liste entspricht dem Bearbeitungsstand des National Park Service/National Register of Historic Places vom 27. September 2024.

## Legende
| NRHP | Historic Place             |
| HD   | National Historic District |

## Aktuelle Einträge
| [ 2 ] | Name                          | Bild                          | Eintragsdatum                 | Lage | Ort         | Beschreibung |
| ----- | ----------------------------- | ----------------------------- | ----------------------------- | --- | ----------- | ------------ |
| 1     | Bank of Cairo                 | Bank of Cairo                 | 19. Sep. 1996 ID-Nr. 96000986 | an der Straßenkreuzung der Main St. und der ehemaligen Baltimore & Ohio Eisenbahnstrecke 39° 12′ 29″ N, 81° 9′ 24″ W | Cairo       |              |
| 2     | Harrisville Grade School      | Harrisville Grade School      | 9. Jan. 1997 ID-Nr. 96001570  | 217 W. Main St. 39° 12′ 34″ N, 81° 3′ 14″ W                                                                          | Harrisville |              |
| 3     | Harrisville Historic District | Harrisville Historic District | 18. Aug. 2011 ID-Nr. 11000558 | zwischen der North, South, Stout Sts. und der Moats Avenue 39° 12′ 36″ N, 81° 3′ 11″ W                               | Harrisville |              |
| 4     | Old Stone House               | Old Stone House               | 21. Juli 1978 ID-Nr. 78002811 | 310 W. Myles Ave. 39° 17′ 5″ N, 80° 58′ 19,5″ W                                                                      | Pennsboro   |              |
| 5     | Pennsboro B&O Depot           | Pennsboro B&O Depot           | 27. März 2007 ID-Nr. 07000242 | an der Straßenecke der Broadway St. und Collins Avenue 39° 17′ 6″ N, 80° 58′ 7″ W                                    | Pennsboro   |              |
| 6     | Ritchie County Courthouse     | Ritchie County Courthouse     | 25. Aug. 2004 ID-Nr. 04000916 | 115 E. Main St. 39° 12′ 36″ N, 81° 3′ 6″ W                                                                           | Harrisville |              |